# Prosta Sorgenfreya
Prosta Sorgenfreya, prosta z topologią Sorgenfreya, prosta z topologią strzałki, strzałka Niemyckiego – zbiór liczb rzeczywistych z topologią wprowadzoną przez bazę:
{\displaystyle {\mathcal {B}}={\big \{}[a,b)\colon a,b\in \mathbb {R} ,a<b{\big \}}.}
Zbiór liczb rzeczywistych z topologią Sorgenfreya oznaczany bywa czasem symbolem {\displaystyle \mathbb {R} _{l}.}
Nazwa pojęcia pochodzi od nazwiska matematyka amerykańskiego, Roberta Sorgenfreya. Przestrzeń ta, podobnie jak płaszczyzna Niemyckiego czy zbiór Cantora, jest często wykorzystywanym kontrprzykładem w topologii ogólnej.

## Własności
- Topologia strzałki jest silniejsza (większa) od naturalnej topologii (euklidesowej) na prostej ponieważ każdy przedział otwarty można przedstawić jako sumę (nieskończenie wielu) przedziałów jednostronnie otwartych.
- Dla dowolnych liczb rzeczywistych {\displaystyle a,b} {\displaystyle (a<b),} przedział {\displaystyle [a,b)} jest zbiorem otwarto-domkniętym w topologii Sorgenfreya. Ponadto, dla dowolnego {\displaystyle a\in \mathbb {R} ,} przedziały

{\displaystyle (-\infty ,a),[a,\infty )}
są również otwarto-domknięte. Oznacza to, że prosta Sorgenfreya jest całkowicie niespójna.
- Topologia strzałki spełnia pierwszy aksjomat przeliczalności i jest ośrodkowa (na przykład, zbiór liczb wymiernych jest gęsty w {\displaystyle \mathbb {R} } w topologii Sorgenfreya), ale nie spełnia ona drugiego aksjomatu przeliczalności. Wobec tego nie jest metryzowalna (ponieważ wszystkie ośrodkowe przestrzenie metryczne spełniają drugi aksjomat przeliczalności).
- Prosta Sorgenfreya jest przestrzenią doskonale normalną.
- Produkt dwóch prostych Sorgenfreya nie jest przestrzenią normalną.

Dowód. Zbiór
{\displaystyle D=\{(-x,x)\colon x\in \mathbb {R} \}}
jest dyskretny i domknięty w {\displaystyle \mathbb {R} _{l}\times \mathbb {R} _{l}.} Istotnie, ponieważ jest on domknięty w standardowej topologii euklidesowej, która jest słabsza jest on także domknięty w topologii mocniejszej. Dyskretność wynika z tego, że dla każdego {\displaystyle x\in \mathbb {R} } część wspólna ze zbiorem otwartym {\displaystyle [-x,-x+1)\times [x,x+1)} jest jednoelementowa. Ponieważ {\displaystyle D} jest dyskretnym i domkniętym zbiorem mocy continuum, ma on {\displaystyle 2^{\mathfrak {c}}>{\mathfrak {c}}} zbiorów domkniętych (każdy podzbiór jest domknięty). Gdyby produkt {\displaystyle \mathbb {R} _{l}\times \mathbb {R} _{l}} był normalny, przeczyłoby to twierdzeniu Tietzego z którego wynikałoby, że na tej przestrzeni jest {\displaystyle 2^{\mathfrak {c}}} różnych funkcji ciągłych, a jest ich tylko continuum z uwagi na ośrodkowość prostej Sorgenfreya (a więc też produktu jej dwóch kopii).
- Prosta Sorgenfreya jest przestrzenią Baire’a.

Dowód. Podzbiór {\displaystyle X\subseteq \mathbb {R} } jest gęsty w {\displaystyle \mathbb {R} } w topologii Sorgenfreya wtedy i tylko wtedy, gdy jest gęsty w {\displaystyle \mathbb {R} } w zwykłej topologii euklidesowej. Niech {\displaystyle (V_{n})_{n=1}^{\infty }} będzie ciągiem zbiorów otwartych i gęstych w {\displaystyle \mathbb {R} } w topologii Sorgenfreya. Dla każdego {\displaystyle n} niech {\displaystyle U_{n}} oznacza wnętrze zbioru {\displaystyle V_{n}} w sensie topologii euklidesowej. Wówczas każdy ze zbiorów {\displaystyle U_{n}} jest również jest gęsty w {\displaystyle \mathbb {R} } w zwykłej topologii euklidesowej. Ponieważ {\displaystyle \mathbb {R} } z topologią euklidesową jest przestrzenią Baire’a, część wspólna wszystkich zbiorów {\displaystyle U_{n}} jest niepusta. W szczególności, część wspólna wszystkich zbiorów {\displaystyle V_{n}} jest niepusta, co kończy dowód. □
- Prosta Sorgenfreya jest Lindelöfa, parazwarta, ale nie jest lokalnie zwarta ani σ-zwarta.

- Nie istnieje spójne uzwarcenie prostej Sorgenfreya[1].